# Bawół leśny
Bawół leśny (Syncerus caffer nanus) - ssak z rodziny wołowatych (Bovidae), podgatunek bawołu afrykańskiego. Występuje w lasach tropikalnych w Afryce.

## Informacje ogólne
Wysokość w kłębie:
100–130 cm

Długość ciała:
180–220 cm

Długość ogona:
około 70 cm

Długość rogów:
30–75 cm

Masa ciała:
265–320 kg

## Występowanie
Środkowa Afryka.

## Biotop
Dziewicze, gęste, bagniste lasy.

## Inne nazwy
Bawół czerwony, bawół brunatnoczerwony, bawół afrykański leśny, bawół karłowaty.